# PACK OF THE GAME COLLECTION
『PACK OF THE GAME COLLECTION』（パック・オブ・ザ・ゲーム・コレクション）は、2016年3月2日にcutting edgeから発売されたBACK-ONのゲームソングコンプリートアルバム。

## 概要
5thオリジナルアルバム『PACK OF THE FUTURE』と同日発売。初回盤にはCD封入特典として、PS4/PS VITA用ゲーム『ガンダムブレイカー3』で使用可能な「HG インフィニットジャスティスガンダム」のパーツと武器データ一式が手に入るプロダクトコードが封入される。
また、これまでCD未収録であったGREEソーシャルゲーム『テイルズ オブ カード エボルブ』イメージソングの「Brand new story」が本作のみに収録されている。

## 収録曲
1. Mirrors
PS4/PS VITA用ゲーム『ガンダムブレイカー3』オープニングテーマ。
2. Silent Trigger
15th両A面シングル。PS3/PS VITA用ゲーム『ガンダムブレイカー2』オープニングテーマ。
3. Around the world
iPhone・Android用ゲームアプリ『SDガンダム GGENERATION FRONTIER』のタイトル画面のBGM、CMソング。
4. INFINITY
12th両A面シングル。PS VITA版『ガンダムブレイカー』のオープニングテーマ。
5. with you feat.Me
9thシングル。PSP用ゲームソフト『テイルズ オブ ザ ワールド レディアント マイソロジー3』オープニングテーマ。
6. flyaway
6thシングル。PSP用ゲームソフト『テイルズ オブ ザ ワールド レディアント マイソロジー2』のオープニングテーマ。
7. Brand new story
GREEソーシャルゲーム『テイルズ オブ カード エボルブ』のイメージソング。CD初収録。当初、愛言葉と共に、両A面シングルとして発売予定であり通販サイトなどでも予約を開始していたが中止になった。以後、公式からのアナウンスなどは特に無く配信もされず今作に収録されるまで長らくゲームのPVでサビの一部が聴ける程度にとどまっていた。

| スタブアイコン | サブスタブ | この項目は、まだ閲覧者の調べものの参照としては役立たない、アルバムに関連した書きかけの項目です。この項目を加筆・訂正などしてくださる協力者を求めています（P:音楽/PJ:アルバム）。 |